# Fiebre de las trincheras
La fiebre de las trincheras es una enfermedad transmitida por el piojo humano. Esta enfermedad fue descrita extensamente durante la Primera Guerra Mundial (1914-1918) y la Segunda Guerra Mundial (1939-1945). En la actualidad, la enfermedad se reporta en personas en situación de sinhogarismo.
Se han descrito brotes en Estados Unidos y Francia.
Otros nombres con que se le conoce son: fiebre de Wolhynia, fiebre quintana, fiebre de los cinco días, fiebre de Meuse, enfermedad de Werner-His.

## Etiología
El agente etiológico es la bacteria Bartonella quintana y el vector es el piojo humano Pediculus humanus corporis.

## Patología y transmisión
Bartonella quintana es transmitida por la contaminación de una herida en la piel con las heces del piojo humano.

## Síntomas
La enfermedad ha sido clásicamente descrita por fiebre de cinco días de duración, recidivante y rara vez continua. El periodo de incubación es alrededor de 2 semanas. El inicio de síntomas es brusco con fiebre alta, cefalea, dolor al movimiento ocular, mialgias en piernas y espalda e hiperestesias en la cara anterior de piernas. La fiebre inicial es seguida en pocos días por un pico febril de corta duración o recidivante con periodos asintomáticos entre picos. El síntoma más comúnmente descrito es dolor en las piernas. Los casos letales son excepcionales, e incluso en la  Primera Guerra Mundial no se atribuyó ninguna muerte a la enfermedad.

## Diagnóstico
Las pruebas serológicas (como la prueba de Weil-Felix) son útiles para el diagnóstico. El diagnóstico diferencial incluye tifus, ehrliquiosis, leptospirosis, enfermedad de Lyme y exantemas causados por virus (sarampión, rubéola, etc.).

## Tratamiento
Las tetraciclinas (doxiciclina) son efectivas. El cloranfenicol es el tratamiento alternativo. La duración del tratamiento es de 7 a 10 días.